# آواز (فیلم ۱۹۸۹)
آواز (انگلیسی: Sing) یک فیلم سینمایی آمریکایی در ژانر درام محصول سال ۱۹۸۹ میلادی به کارگردانی ریچارد بسکین و با بازی لورین براکو، پیتر دابسن و جسیکا استین، جورج دیکنزو و کوبا گودینگ جونیور است.
این فیلم در ۳۱ مارس ۱۹۸۹ در ایالات متحده منتشر شد و انتقادهای بدی از سوی منتقدین دریافت کرد و در نهایت تبدیل به یک بمب گیشه شد که فقط ۲٫۳ میلیون دلار در برابر بودجه ۱۱٫۵ میلیون دلاری فروش داشت.